# Аспелин, Гуннар
Гуннар Аспелин (швед. Gunnar Aspelin, 23 сентября 1898, Сёдра Мельбю, Скания, Швеция — 29 августа 1977, Симрисхамн, Скания, Швеция) — шведский философ.

## Биография
Гуннар Аспелин родился в семье художника Карла Аспелина и Эллен Берг. В 1923 году он женился на Дагмаре Шерстен, дочери доктора Фритьофа Шерстена. Гуннар был отцом пятерых детей: Герберта Аспелина, литературоведа Курта Аспелина, юриста Эрланда Аспелина, учителя Марианны Аспелин и художника Герта Аспелина.
Аспелин получил степень доктора философии в Лундском университете в 1925 году, защитив диссертацию «Практическая философия Гегеля в 1800-1803 годах» (Hegels praktiska filosofi under åren 1800-1803) и в том же году стал доцентом кафедры практической философии. В диссертации и в последующих работах он опирается на марксистскую концепцию истории, но в некоторой степени под другим методологическим влиянием.
В 1936 году Гуннар был назначен профессором Гётеборгского университета, а в 1949 году стал профессором теоретической философии Лундского университета. В 1953 году он стал одним из основателей Общества Ханса Ларссона и первым её председателем. В своей серии книг Insikt och handling (Осознание и действие) Аспелин опубликовал материалы о полемике Ханса Ларссона против Акселя Хегерстрёма. В 1968 году он опубликовал свои мемуары Lek och allvar (Игра и серьезность).
Повсеместной темой в исследованиях Аспелина является отношения между человеком и коллективом, в том числе с точки зрения концепции личности и её условий. Среди философов, на которых он сосредоточил свое внимание, были Ханс Ларссон, Джон Локк, Карл Маркс, Гегель, Бертран Рассел, Ральф Кедворт и Мюнстерберг. В последние годы своей жизни Гуннар всё больше интересовался идеями средневековья и занимался исследованиями в области истории идей и социологии. В 1958 году он опубликовал работу Tankens vägar (Пути мысли), которая представляет собой описание истории философии в Европе.
Студенческая газета Lundagård была создана под руководством Аспелина, который стал первым редактором этой газеты.